# زن اغواگر (فیلم)
زن اغواگر(ایتالیایی: Le Due verità) یک فیلم ملودرام ایتالیایی به کارگردانی آنتونیو لئون‌ویولا است که در سال ۱۹۵۱ منتشر شد. 
فیلم ایتالیایی "Le Due Verità" (دو حقیقت) در سال 1951 به کارگردانی Carlo Borghesio ساخته شده است. در این فیلم، خانواده‌ای با قتل روبرو می‌شود و تلاش می‌کند تا حقیقت را کشف کند.

## ز
- -ا فررو
- میشل اوکلر
- میشل سیمون
- والنتین تسیه
- روجرو روجری
- جولیو استیوال
- ماریو پیسو
- لوچا بوزه